# François Rabelais
François Rabelais, född cirka 1494 i Chinon, Touraine, död 9 april 1553 i Paris, var en fransk författare och läkare. Han var länge munk och studerade som sådan medicin och klassiska språk. Han räknas som den mest betydande prosaförfattaren under den franska renässansen.

## Biografi
François Rabelais far var en förmögen advokat i Chinon, Touraine, och Rabelais erhöll sin första uppfostran i det närbelägna franciskanklostret Seuillé. Han vistades därefter i klostret La Baumette i närheten av Angers, där han enligt traditionen stiftade bekantskap med sina blivande beskyddare, bröderna Du Bellay och Geoffroy d’Estis-sac; munklöftet avlade han troligen i Fonte-nay-le-Comte.
Det var under sin vistelse i sistnämnda kloster, som Rabelais med en därefter aldrig sinande iver började fördjupa sig i studiet av antikens författare och träda i beröring med de nya strömningarna inom vetenskapen, med humanismens idéer, som vid denna tid inträngde i Frankrike främst från Italien. Även Erasmus av Rotterdams skrifter påverkade honom mycket. Med brinnande iver studerade han tillsammans med sin kamrat Pierre Amy grekiska, ett i Frankrike ännu så gott som okänt språk, och stod i livlig brevväxling med den förnämste kännaren därav, Guillaume Budé. De hinder som franciskanmunkarna lade i vägen för hans studier, som då nästan ansågs kätterska, gjorde att Rabelais 1524 begärde och erhöll påvlig tillåtelse att övergå till benediktinorden, som med större frihet tillät vetenskapliga studier. Han inträdde i det närbelägna klostret Maillezais, där Geoffroy d’Estis-sac var abbot. Denne försåg honom med böcker, och mesta tiden tillbringade Rabelais på dennes slott, Ligugé. I Maillezais stannade han två till tre år, varefter han troligen, liksom sin hjälte Pantagruel, studerade juridik, medicin och andra vetenskaper vid universiteten i Poitiers, Bourges, Orléans och Paris. Säkerligen hade han vid denna tid utbytt benediktinkåpan mot den världsliga prästdräkten. Den 17 september 1530 inskrevs han som medicine studerande vid universitetet i Montpellier, och den 1 december samma år blev han medicine kandidat (medicin hade han säkerligen studerat redan tidigare ett par år i Paris). I överensstämmelse med universitetets statuter föreläste han därefter under tre månader över Hippokrates och Galenos.
På våren 1533 lämnade Rabelais Montpellier och begav sig till Lyon, ett franskt bokförläggarcentrum som innebar en andlig och materiell förbindelse med Italien. Här utgav han under de närmaste åren flera lärda arbeten, exempelvis Epistolce medicinales Manardi, Hippokrates aforismer och Lucius Cuspidius föregivna testamente. Av långt större betydelse var det emellertid att han gav ut en reviderad upplaga av en gammal folkbok, Les grandes et inestimables chroniques du grant et enorme géant Gargantua (1532). Denna lustiga jättekrönika hade en ofantlig framgång. På två månader sålde den mer än alla biblar på nio år, säger Rabelais själv i prologen till sin närmast följande skrift, som var en förbättring av denna folkbok: Les horribles et epouvantables jaicts et prouesses de tres renommé Pantagruel, Roy des dipsodes, filz du grand geant Gargantua composez nouvellement par maistre Alcofrybas Nasier (troligen tryckt i slutet av 1532). Dess framgång var ännu större än folkkrönikans, och den omtrycktes fyra gånger innan slutet av 1533. Den togs med i Sorbonnes förteckning över förbjudna böcker i oktober 1533. Samtidigt började Rabelais publicera en serie almanackor, vilket han tycks ha fortsatt med ända fram till 1550. De vanligaste astrologiska förutsägelserna som förekom i tidens almanackor, även i Rabelais egna, parodierade han i Pantagrueline prognostication (1533; flera upplagor).
Under sin vistelse i Lyon hade Rabelais anställts som läkare vid ett sjukhus; men 1535, då han för andra gången hade avvikit från sin tjänsteort utan att anmäla ärende tillsattes en ny läkare. Orsaken är inte svår att förstå. Hittills hade reformationen gått fram med stormsteg utan att möta något allvarligt motstånd; men då hugenotterna den 18 oktober 1534 hade klistrat alla murar i Paris fulla med häftiga utfall mot romersk-katolska kyrkan och till och med spikat upp ett dylikt plakat på konungens sängkammardörr i Amboise (den så kallade Vaffaire des placards), började en häftig förföljelse. Rabelais var inte hugenott men hade tillåtit sig vissa utspel mot Sorbonne och ansåg det under sådana förhållanden klokast att någon tid hålla sig dold. Dessutom hade han i slutet av 1534 eller början av 1535 offentliggjort ett nytt arbete, som i stället för den gamla folkkrönikan skulle tjäna som inledning till Pantagruel, La me inestimable du grand Gargantua, pére de Pantagruel. Det är detta arbete som nu läses som romanverkets första del.
Redan 1534 hade Rabelais tillsammans med biskopen av Paris, Jean Du Bellay, gjort sin första resa till Rom. 1535 åtföljde han i egenskap av livläkare åter Du Bellay, nyutnämnd kardinal, till Rom. Han begagnade tillfället att i en böneskrift till påve Paulus III begära absolution för att han avklätt sig munkdräkten och blivit en världslig läkare. I smickrande ordalag beviljades absolution. Rabelais erhöll tillåtelse att återinträda i ett munkkloster när han ville samt rättighet att bedriva sin läkarpraktik. De följande två åren ägnade Rabelais uteslutande åt medicinska studier; 1537 blev han medicine licentiat, och i maj samma år kreerades han till medicine doktor i Montpellier. Han anställdes som en av de fyra professorerna i därvarande medicinska fakultet och företog som sådan även dissektioner (fast han såsom munk inte själv kunde föra kniven) - något då ytterst sällsynt i Frankrike.
1538 lämnade han Montpellier, och 1540 trädde han i tjänst hos Guillaume Du Bellay, guvernör i Piemont; här skrev han på latin ett numera förlorat arbete över sin herres krigsbedrifter. Han beledsagade Du Bellay på dennes resa till Frankrike under de följande åren, varunder Rabelais i Lyon utgav en ny upplaga av Gargantua och Pantagruel (1542), i vilken han omsorgsfullt strukit alla farliga yttranden, särskilt de som var riktade mot Sorbonne. Samtidigt återutgav dock hans vän E. Dolet den oreviderade äldre upplagan, vilket fick Rabelais att protestera. 1543 avled plötsligt Guillaume Du Bellay, och de närmaste två åren drog sig Rabelais troligtvis tillbaka till Saint Maur des Fossés, där han från 1538 var kyrkoherde. Han skrev där tredje boken i sin krönikeserie. Det var den första som utkom under hans eget namn (1546).
Tiderna hade blivit allt farligare. Den reformerte skalden Marot hade dött i landsflykt 1544, blodbadet på valdenserna hade ägt rum 1545 och den fängslade Dolet väntade på sin dödsdom. Rabelais var, för att använda hans eget uttryck, martyr jusqu’au feu exclusivément, genom en kunglig immunitet han fått för tio år framöver, vilket innebar att han kunde skjuta skulden för alla kätterier i föregående upplagor på boktryckarnas vårdslösheter. Trots alla revideringar medtog Sorbonne boken på sin lista med förbjuden litteratur och Rabelais fann själv för gott att fly till Metz, där han fick anställning som stadsläkare mot 120 livrés om året och stannade till 1547. 1548 publicerades i Lyon ett fragment av krönikans fjärde del, bestående av prolog och elva kapitel. I juni samma år företog han sin tredje resa till Rom där han vistades hos kardinal Du Bellay som dennes livläkare. Efter Henrik II:s bestigande av tronen hade kardinalen förlorat sitt inflytande, förföljelserna mot de reformerta ökade och inkvisitionen hade påbörjat sin verksamhet. Antagligen på kardinalens inrådan sökte Rabelais få nya beskyddare. 1549 skickade han några brev till tidens mäktigaste man, kardinalen av Guise, i vilka han beskrev en praktfull fest som Du Bellay hade gett i Rom. Breven trycktes samma år i Lyon under titeln La sciomachie et jestins jaits á Rome. För första gången hör vi nu talas om offentliga angrepp på Rabelais. En munk, Gabriel de Puits Herbault, stämplade honom i en pamflett som frossare, drinkare och kättare. Calvin angrep honom i skriften De scandalis (1550).
Rabelais återvände troligen i sällskap med Du Bellay till Frankrike 1550, där han av honom utnämndes till kyrkoherde i Meudon och troligtvis samtidigt till samma befattning i S. Christophe du Jambet i Le Mans, där Du Bellay för tillfället även var biskop. Det senare ämbetet skötte han säkerligen genom vikarie eftersom han var bosatt i Meudon. 1552 avsade han sig emellertid dessa båda prebenden, möjligen i samband med utgivandet av krönikans fjärde del (1552). Trots den kungliga immunitet han förstått att skaffa sig - han hade under tiden erhållit en hovtitel - och trots att han i det brev till kardinal du Chátillon vilket tjänade som företal, protesterade mot att boken innehöll kätterier, censurerades den strax av teologiska fakulteten i Paris och parlamentet förbjöd dess försäljning.
Rabelais dog troligen i Paris på Rue des Jardins. Han begravdes på St Pauls kyrkogård. Den femte och sista boken av hans verk utkom postumt. 1562 utgavs de sexton första kapitlen under titeln Uile sonnante, 1564 kom hela boken: Le cinquiéme et dernier livré des faits et dits héroiques du bon Pantagruel, men denna fullständiga form tros inte härstamma från Rabelais, även om den okände utgivaren troligtvis haft i sina händer ett utkast av Rabelais.
Statyer över Rabelais avtäcktes 1881 i Tours och 1882 i Chinon.

## Utmärkelser
Nedslagskratern Rabelais på planeten Merkurius och asteroiden 5666 Rabelais är uppkallade efter honom.

## Rabelais författarskap
Rabelais författarskap infaller i övergången mellan medeltiden och renässansen i Frankrike. Denna dubbelhet i tiden återspeglas i hans skrifter. Själva utgångspunkten för hans författarskap utgörs av en medeltidskrönika, och nästan på varje rad i hans skrifter påträffar man åsikter, berättelser och karaktärsdrag som har sin rot i medeltiden. Och ändå är det en annan anda som genomsyrar boken, humanismens och renässansens fria och vidsynta världsåskådning. Liksom Ariosto och Pietro Aretino i Italien och Cervantes i Spanien betraktar han medeltidslegenderna genom ironins glasögon. Att på några rader karakterisera detta enastående fyrverkeri av kvickhet, humor och satir, som hans krönika utgör, är inte lätt. Tråden i berättelsen är den enklast möjliga och av underordnad betydelse: en godmodig jätte, Gargantua, får en son, Pantagruel, som han omsorgsfullt låter uppfostra enligt humanismens principer. Kommen till mogen ålder omger sig denne med en krets av utvalda umgängesvänner, fint bildade humanister och födda humorister som han själv. Han krigar, disputerar, konverserar och företar slutligen en stor resa för att finna lösningen på livets frågor. Men denna enkla ram innesluter en rikedom av burleskt humoristiska skildringar.
I konstnärligt avseende står kanske den första boken högst. Den inleds med en skildring av hjältens underbara födelse och barndom. Berättelsen om hans uppfostran formar sig till en på en gång godmodig och bitande satir mot medeltidens uppfostringssätt. Där finns den berömda scenen där Gargantua stjäl Notre Dames kyrkklockor och i mäster Janotus de Bragomardos gestalt förlöjligar hela medeltidsskolastiken. Kriget mellan Grandgousier och Pichrecholle formar sig till en satir mot erövringskrigen, och i denna satir finns inströdda flera av Rabelais kvickaste utfall mot munkarna. I Thélèmeklostret ges slutligen en idealiserad bild av humanisternas liv, sådant det levdes vid renässansens hov. Andra boken, som är svagare, är troligen skriven före den första och kan närmast betraktas som ett utkast till denna. Men här införs Panurge, en mästerligt skildrad upptågsmakare, i vilken Rabelais humor förkroppsligas. Tredje boken, skriven tolv år efter den andra, då Rabelais stod på höjdpunkten, är mognast. Tonen är allvarligare, skrattet mindre burleskt, men humorn djupare. Det centrala partiet utgörs av frågan om Panurge skall gifta sig eller inte. Då ingen kan lösa denna fråga råder man Panurge att uppsöka den gudomliga flaskans orakel. Det är resan till detta fabelland som fyller de båda sista böckerna, där satirens hugg faller skarpare än någonsin, men där tonen också blir mera lärd och allegorisk vid beskrivningen av alla dessa öar med deras befängda invånare. Men även här finns skildringar av en sådan omedelbar friskhet som historien om Panurges får eller beskrivningen av sjöstormen.
Rabelais verk har tolkats på mångahanda sätt. Somliga har frånkänt honom så gott som alla idéer och endast betraktat honom som en Ulspegel som med behag vältrade sig på sin varma gödselhög av smutsiga historier. Andra ha endast haft öga för den allvarliga sidan av hans verk och sökt ur hans lustiga historia utdra de mest djupsinniga läror. Så till exempel har man en viss tid betraktat Rabelais krönika som en nyckelroman, ett slags allegorisk historia över 1500-talet. Gargantua skulle vara Frans I av Frankrike och följaktligen hans son, Pantagruel, Henrik II och så vidare. Esmangarts och Johanneaus oändliga kommentar (1823) är nästan uteslutande ägnad åt att bevisa denna hypotes, som dock numera är övergiven. Ännu orimligare är ett par andra förklaringsförsök från sekelskiftet 1900, enligt vilka Rabelais skulle ha varit mästare för sin tids frimurare och nedlagt dessas läror i sina arbeten.
Rabelais samtida kände honom som författaren till en krönika som berett dem högtider av skratt, men säkerligen anade få att det var den kanske märkvärdigaste bok som dittills skrivits i Frankrike. Själv fäste Rabelais inte något större avseende vid den. Han säger själv, att han endast skrivit den då han vilade sig från allvarligare arbete. Den omfattar också endast omkring 500 sidor, och han har skrivit på den under tjugo år. Men med detta arbete intar han sin plats bland alla tiders största komiska författare, vid sidan av Aristofanes och Jonathan Swift.
Rabelais är en arvtagare till medeltidens humor, som han för upp på ett nytt och högre plan. Han besitter en mycket stor ordrikedom, och han är en mästare såväl i pittoreska uttryckssätt som i konsten att forma sina perioder. Rabelais har utövat ett betydande inflytande ända fram till våra dagar. Detta inflytande är redan märkbart på de närmast efter honom följande berättarna i Frankrike; i tyska språkområden bearbetades han av Johann Fischart och han var mycket läst i England. Under 1600-talet, då Hotel de Rambouillet införde en strängare ton i litteraturen, reagerade man mot hans obsceniteter. Under 1700-talet växte åter hans inflytande: alla århundradets stora komiska författare, Swift, Sterne, Voltaire och Diderot har lärt av honom. Romantikerna älskade och imiterade hans saftiga framställningssätt, från Balzac i sina "Contes drolatiques" till Anatole France, vars abbé Coignard är en ättling av Rabelais.

## Rabelais i svensk översättning
Hela krönikan eller romankvintetten utgavs första gången på svenska av Söderström & Co i Helsingfors mellan 1945 och 1949. Översättningen var gjord av Holger Petersen Dyggve och böckerna var illustrerade med teckningar av Gustave Doré. Denna närmast klassiska översättning återutgavs senast på 1980-talet av Atlantis förlag med efterord av Harry Järv.
- Den store Gargantuas förskräckliga leverne (1945)
- Pantagruel, de törstigas konung (1946)
- Gyckelmakaren Panurge och hans giftasfunderingar (1947)
- Den märkvärdiga resan till Bacbuc (1948)
- Den gudomliga flaskans orakel (1949)